# جولی لوند
جولی لوند (انگلیسی: Julie Lund؛ زادهٔ ۲ نوامبر ۱۹۷۹) بازیگر، مجری رادیو و مجری تلویزیون اهل دانمارک است.